# Bojan Kraut
Bojan Kraut [bójan kráut], slovenski inženir strojništva, zaslužni profesor Univerze v Ljubljani in častni doktor Fakultete za strojništvo Univerze v Mariboru, * 12. april 1908, Kamnik, † 22. avgust 1991, Ljubljana.
Kraut je osnovno šolo obiskoval v rojstnem mestu. Na realki v Ljubljani je leta 1926 maturiral, zatem pa leta 1932 na zagrebški univerzi še diplomiral iz strojništva. Najprej se je zaposlil v pomorskem arzenalu v Tivtu, Boka Kotorska, od leta 1933 pa je bil konstruktor v Strojnih tovarnah in livarni v Ljubljani. Hkrati je bil v takratnem Zavodu za strojništvo Tehniške fakultete v Ljubljani asistent. Leta 1937 si je pridobil status pooblaščenega inženirja, njegova naslednja zaposlitev pa je bila v Slavonskem Brodu. Kot konstruktor v tamkajšnji Tovarni vagonov, mostov in lokomotiv je napredoval v obratnega inženirja in vodjo orodjarne. Po osvoboditvi je postal vodja obnove, saj je bila tovarna med 2. svetovno vojno zelo poškodovana.
Zatem je sodeloval v polaganju temeljev nove slovenske strojne industrije. Najprej je vodil demontažo obdelovalnih strojev v dveh nemških tovarnah, ki sta bili Jugoslaviji dodeljeni v okviru vojne odškodnine ter pri organiziranju in gradnji Tovarne avtomobilov in motorjev TAM v Mariboru in nazadnje tudi kot tehnični direktor ljubljanskega Litostroja.
Po vojni je bil med prvimi profesorji takratne Tehniške fakultete Univerze v Ljubljani (1946 izredni, 1962 redni); predaval je tehnologijo kovin, tirniška vozila in termotehniko. Poleg tega je bil tudi prodekan, dekan, predsednik fakultetnega sveta in ravnatelj Inštituta za strojništvo. Leta 1977 je bil med prvimi imenovan za zaslužnega profesorja Univerze v Ljubljani, 1984 pa še za častnega doktorja Univerze v Mariboru.
Znan je bil po svojem sistematičnem delu za strojniško literaturo, od standardov do strokovne revije. Že leta 1953 je pripravil prvo skupino Litostrojskih standardov, drugo leta 1955, zatem je bil strokovni urednik za strojništvo pri Tehnički enciklopediji Leksikografskega zavoda v Zagrebu. Eden od dveh njegovih najpomembnejših prispevkov je bila priprava izdajanja Strojniškega vestnika, delo pa je potekalo pod okriljem Društva (danes Zveze) strojnih inženirjev in tehnikov. Vodil in urejal ga je 30 let. Drugi in morda še pomembnejši prispevek pa je Strojniški priročnik, po njegovi smrti preimenovan v Krautov strojniški priročnik, največja slovenska strokovna uspešnica.

## Vir
- Strojniški vestnik Arhivirano 2010-04-26 na Wayback Machine., Ljubljana (34) 1988/4-6